# Дзвіниця

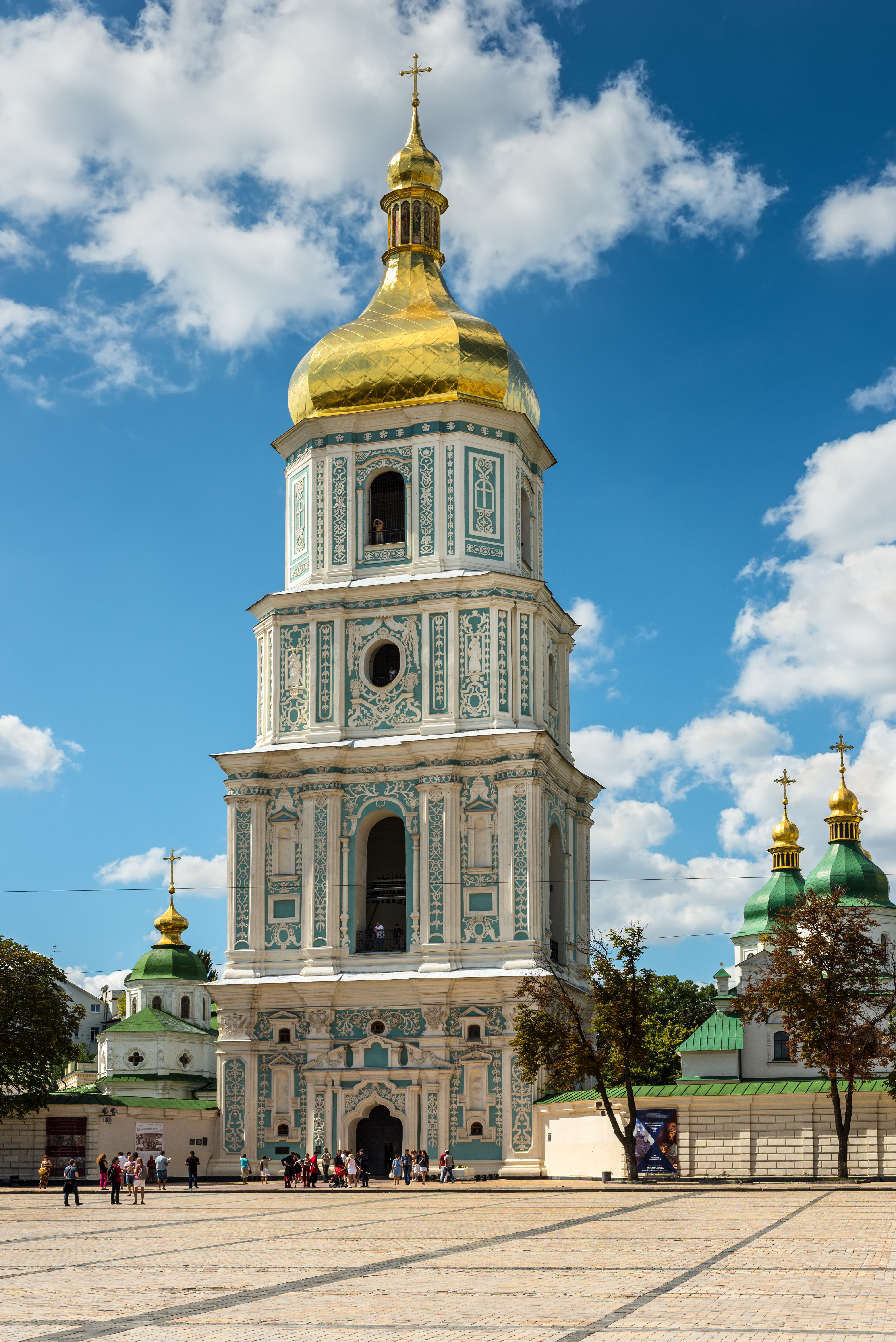
Дзвіниця Софійського собору в Києві є одним з символів міста, 2013

Дзвіни́ця — мурована (рідше дерев'яна), переважно культова, споруда зі дзвонами. Зазвичай вежоподібна, але існують дзвіниці і у вигляді горизонтальних будов з аркадами (так звані «ширмові»).

## Будівництво і призначення

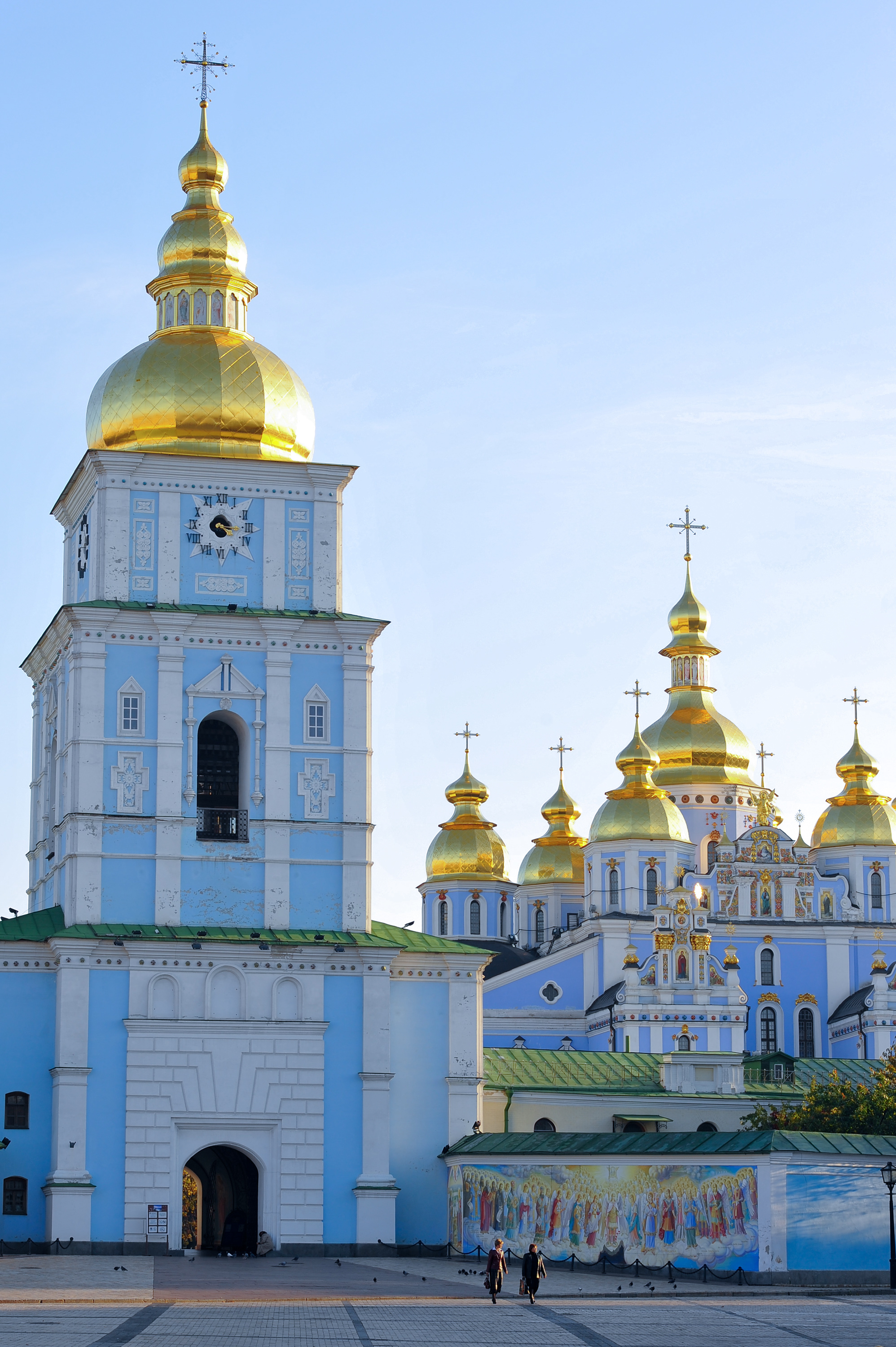
Дзвіниця Михайлівського Золотоверхого собору, Київ

Дзвіницю будують окремо від храму або є його частиною. В останньому разі її зазвичай споруджують над входом, у деяких російських храмах дзвіниці розташовані прямо над центром храму, у його вертикальній осі (тип «під дзвони»).
У плані дзвіниці бувають квадратні, прямокутні, круглі та багатогранні з горизонтальними поярусними членуваннями.
Перший ярус дзвіниці — комора або проїзна брама, горішній — для дзвонів (також може бути карильйони, як у Михайлівському Золотоверхому соборі в Києві). Для відбиття звукових хвиль і спрямування їх у потрібному напрямку в деяких дзвіницях встановлювалися спеціальні пластини — абасони. За сучасності нерідко в дзвіницях замість вагових дзвонів встановлюють невеликі металеві жердини, вібрація дзвоніння яких посилюється за допомогою електроніки і виводиться назовні через гучномовці.
Зазвичай, дзвони дзвіниці скликають на церковну службу, відзначення певного часу і з нагоди різноманітних подій, як то — церковні свята, зараз також відвідання храму поважними гістьми, ще можуть бити у дзвони на весілля (вінчання), похорони (відспівування).
За старих часів дзвіниці часто бували одними з найвищих будівель міста, і тому нерідко правили місцем для подання сигналів і оповіщення містян — як з нагоди церковних свят, позитивних подій у житті міста і країни, так і особливо у випадку лиха — під час пожежі, епідемій, ворожого нападу тощо.
Висотний силует дзвіниць відігравав важливу архітектурно-мистецьку роль у містобудуванні.

## Розповсюдження, види і найвідоміші дзвіниці світу

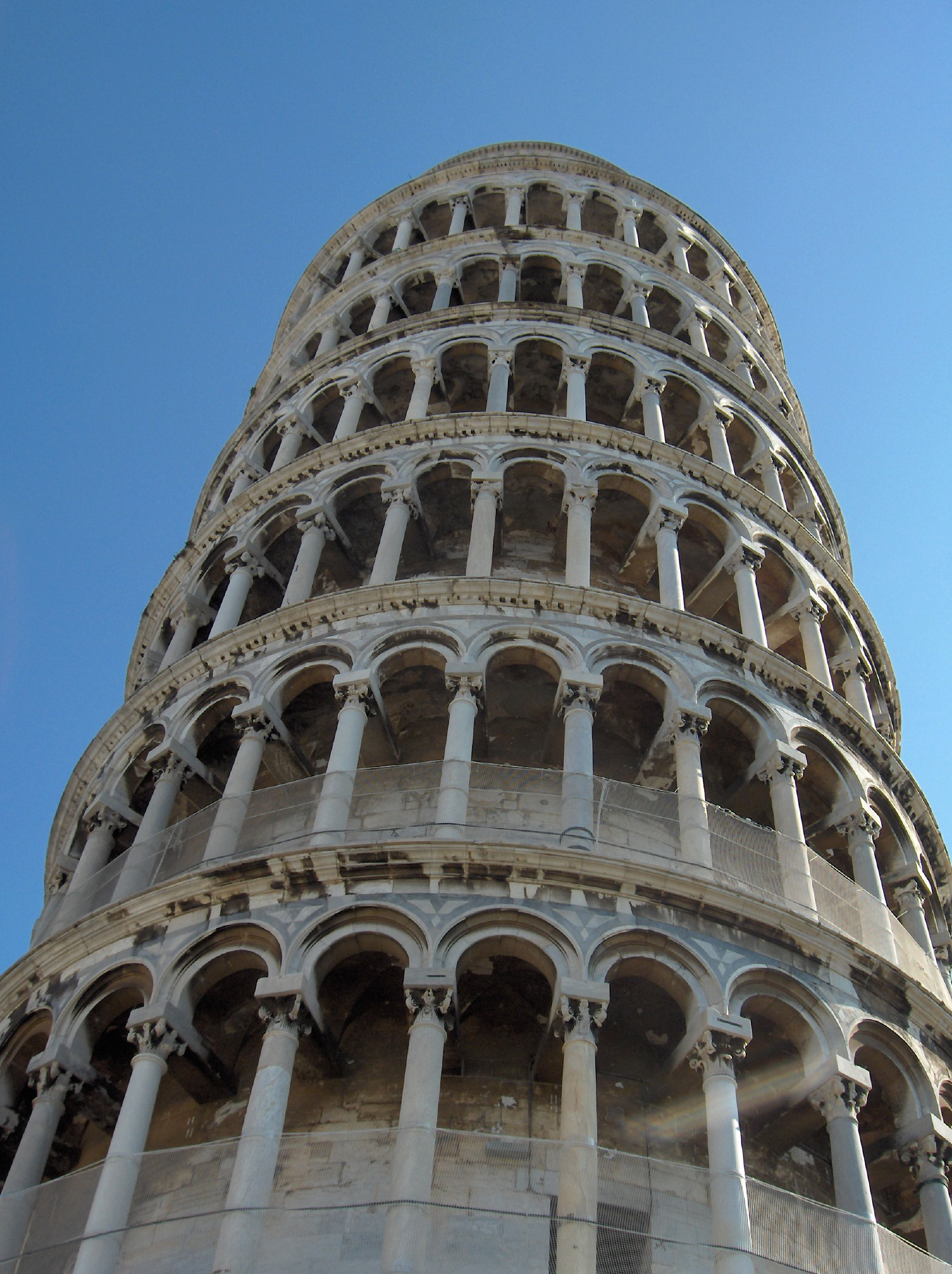
Пізанська башта, Італія

Спорудження дзвіниць набуло розповсюдження в усіх без винятку християнських країнах світу.
Поширеною практикою є також, скажімо в Німеччині, Австрії та Угорщині, включення приміщення для дзвонів безпосередньо до конструкції самого храму (церкви, кірхи, собору), або ж замість дзвіниці біля храму розміщена невелика споруда, до якої привішені дзвони, як у багатьох місцях Центральної Європи.
Дзвіниці в Західній Європі нерідко служили ознакою вільностей міста, тому в місті могла бути лише одна дзвіниця, що подеколи втрачала своє культове призначення, відіграючи роль міської башти — у просторі біля і навколо неї зосереджувалося світське життя, зокрема зводили ратушу, магістрат, вирував ринок тощо. В Італії такі дзвіниці отримали назву кампаніла (італ. campanile), а в Іспанії та Португалії та зрештою в іспаномовних і португаломовних країнах Латинської Америки — кампанарьйо/у (ісп. і порт. campanario; в обох країнах дзвіниці були при соборах, зберігаючи з ним культову цілісність); тоді як у Франції та Бельгії дзвіниці бефруа (фр. beffroi) набули значення міської вежі з дзвонами.
Велика кількість дзвіниць, майже завжди з храмами, до яких вони належать, а нерідко і в комплексі з прилеглою забудовою історичного міського центру, входять до Світової спадщини ЮНЕСКО.
Найвідомішими кампанілами є Пізанська вежа, Джотто (у комплексі Флорентійського собору), дзвіниця Собору Святого Марка у Венеції; вежами-бефруа — в містах Брюгге, Генті, Екло (Бельгія) і Аррасі (Франція).

## Ширмові дзвіниці
На відміну від вежової дзвіниці, ширмова являє собою горизонтальну споруду, часто з аркадами, на яких підвішені кілька рядів дзвонів.

## Дзвіниці в Україні

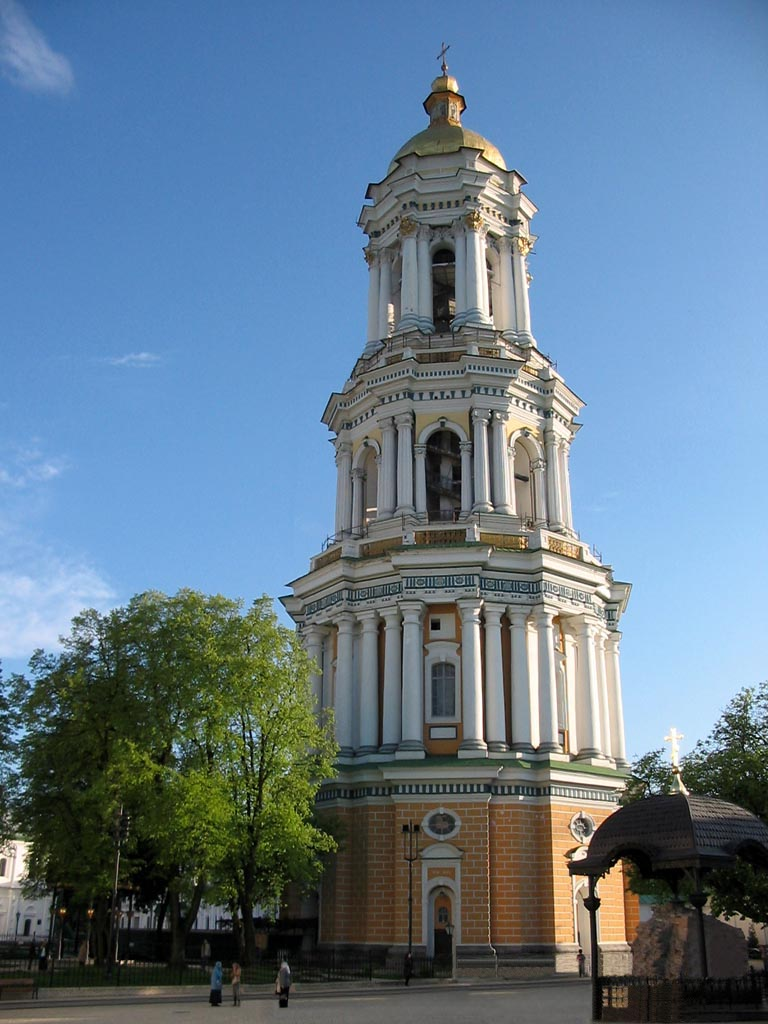
Велика Лаврська Дзвіниця, Київ, Україна

Будівництво дзвіниць, в тому числі і мурованих, відоме в Україні з XI століття.
Значна кількість дзвіниць в Україні були дерев'яними — деякі з них збереглися дотепер, з найвідоміших — дзвіниця церкви святого Юра у Дрогобичі (1600), дзвіниця в Могилеві-Подільському (XVIII століття).
Розквіт будівництва кам'яних дзвіниць в Україні припав на другу половину XVII — першу половину XIX століть, зокрема, період зведення барокових храмових комплексів коштом гетьманів Івана Мазепи, Кирила Розумовського тощо.
До найвідоміших українських дзвіниць належать: Велика (Лаврська) Дзвіниця (1731—1745, архітектор Й. Шедель, вис. 96 м) і Дзвіниця на Дальніх печерах (1754—1761, архітектор С. Ковнір та І.Григорович-Барський, висота 40 м), обидві — в Києво-Печерській лаврі, дзвіниця Софійського собору в Києві (XVIII—XIX століття, архітектор Шедель, П. Спарро, висота 76 м), дзвіниця Успенського собору в Харкові (1824—1833, архітектор Є. Васильєв, висота 89,5 м).

## Світлини

### Україна

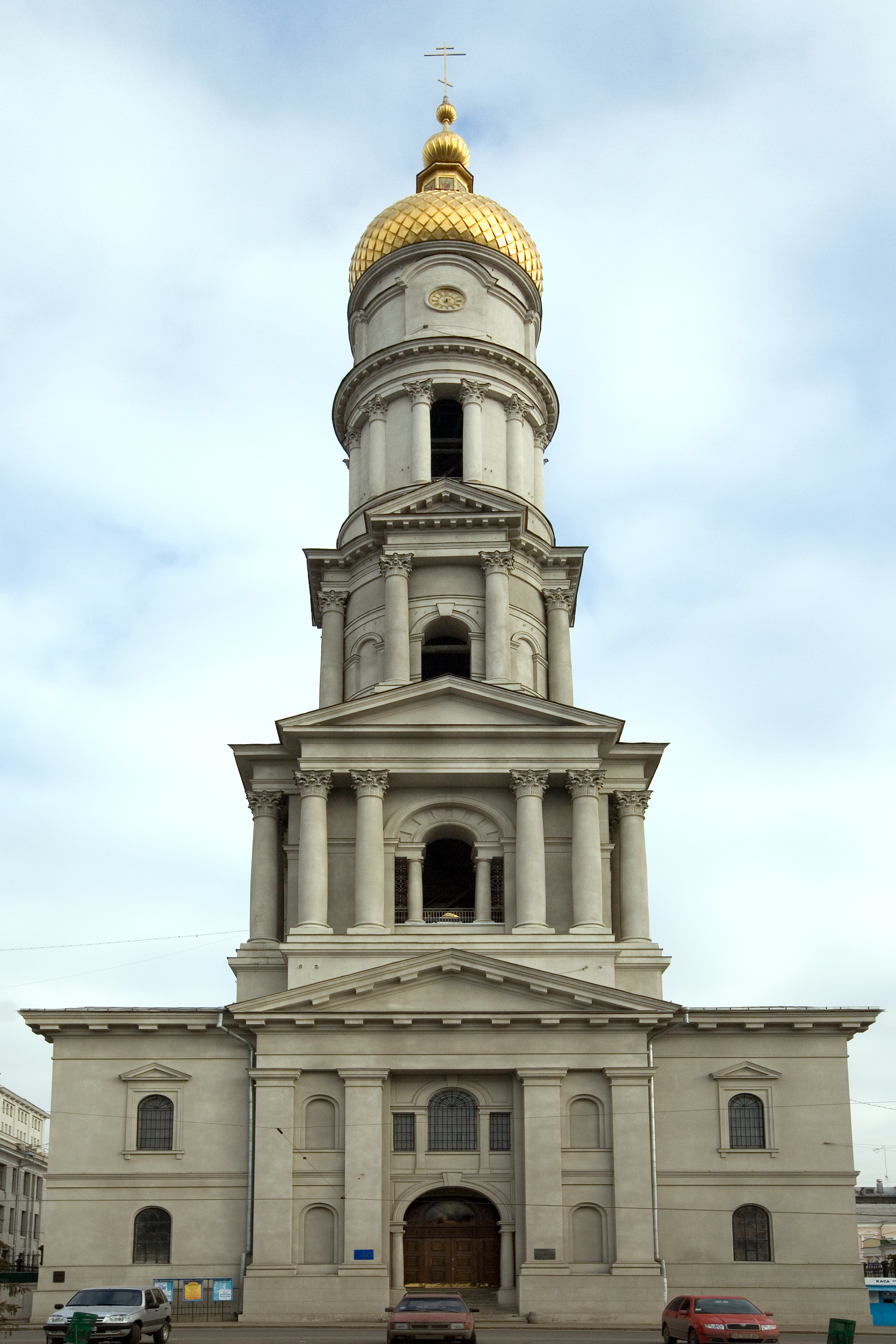
Дзвіниця Успенського собору, Харків
Дзвіниця Троїцького собору, комплекс Троїцько-Іллінського монастиря, Чернігів
Дзвіниця Собору Різдва Богородиці, Козелець, Чернігівська область
Дзвіниця Успенського собору, Полтава
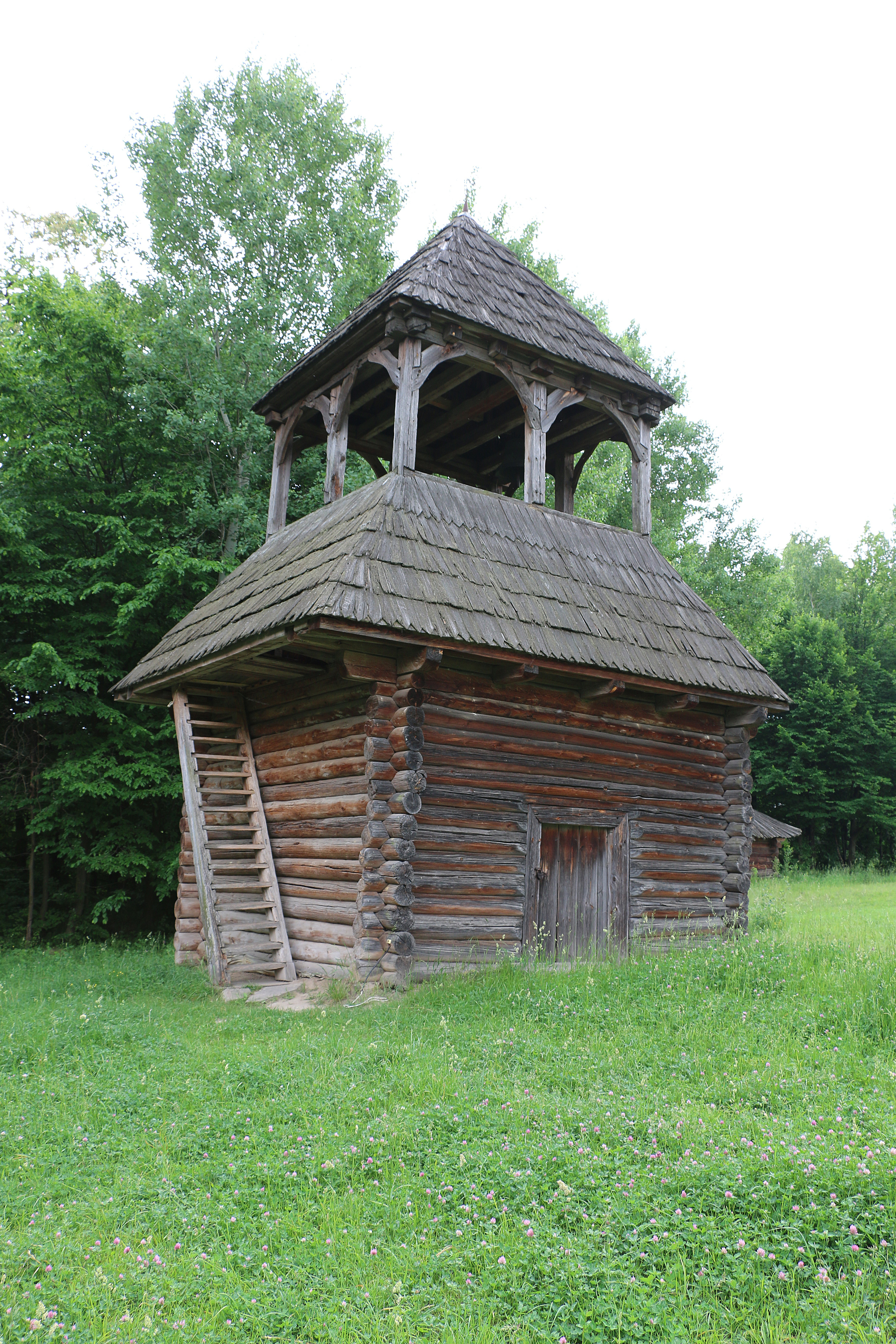
Дзвіниця з села Великий Жолудськ Володимирецького району Рівненської області. Музей у Пирогові
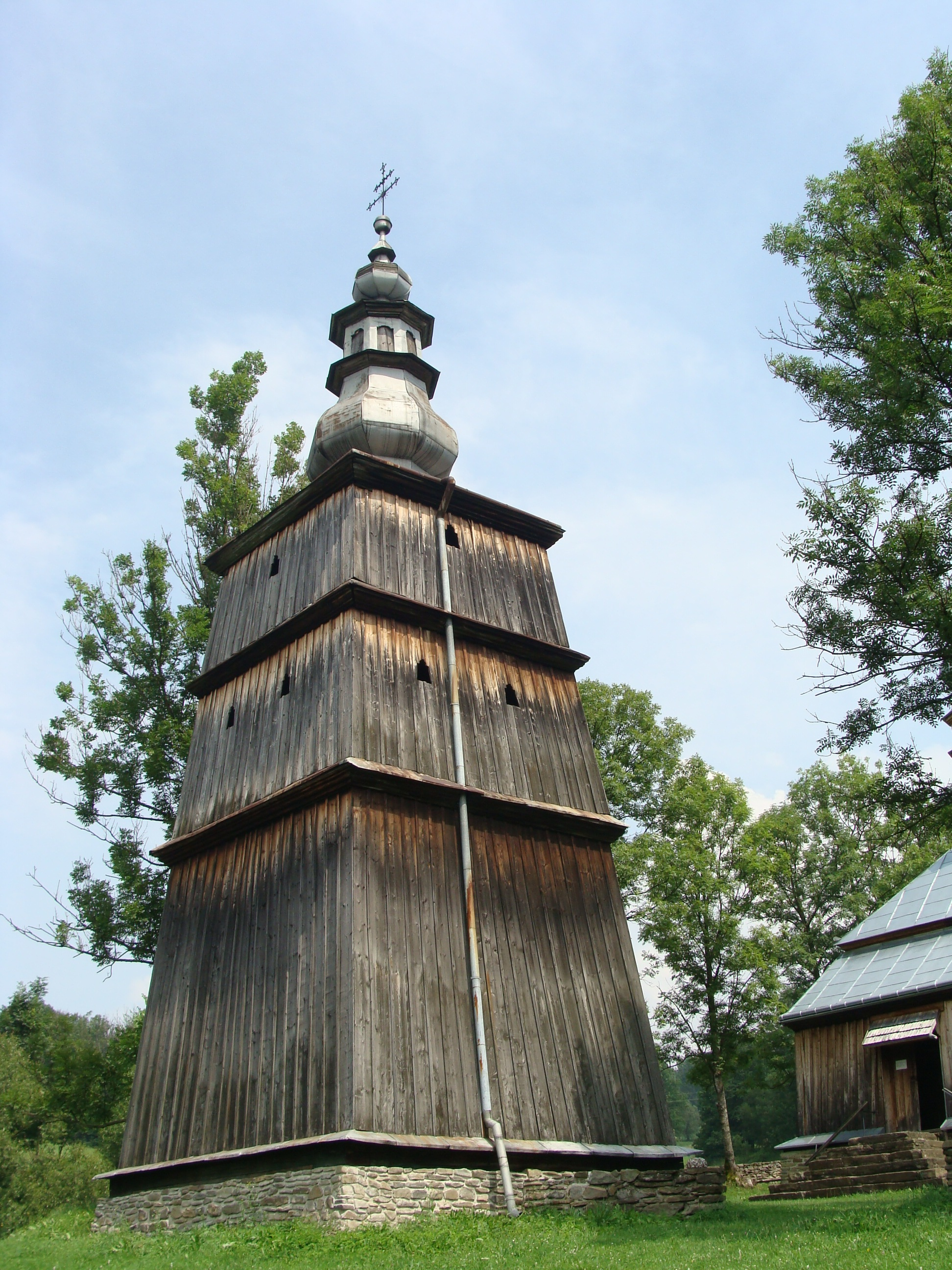
Дерев'яна дзвіниця в провінції, Туринське, Польща (1817)
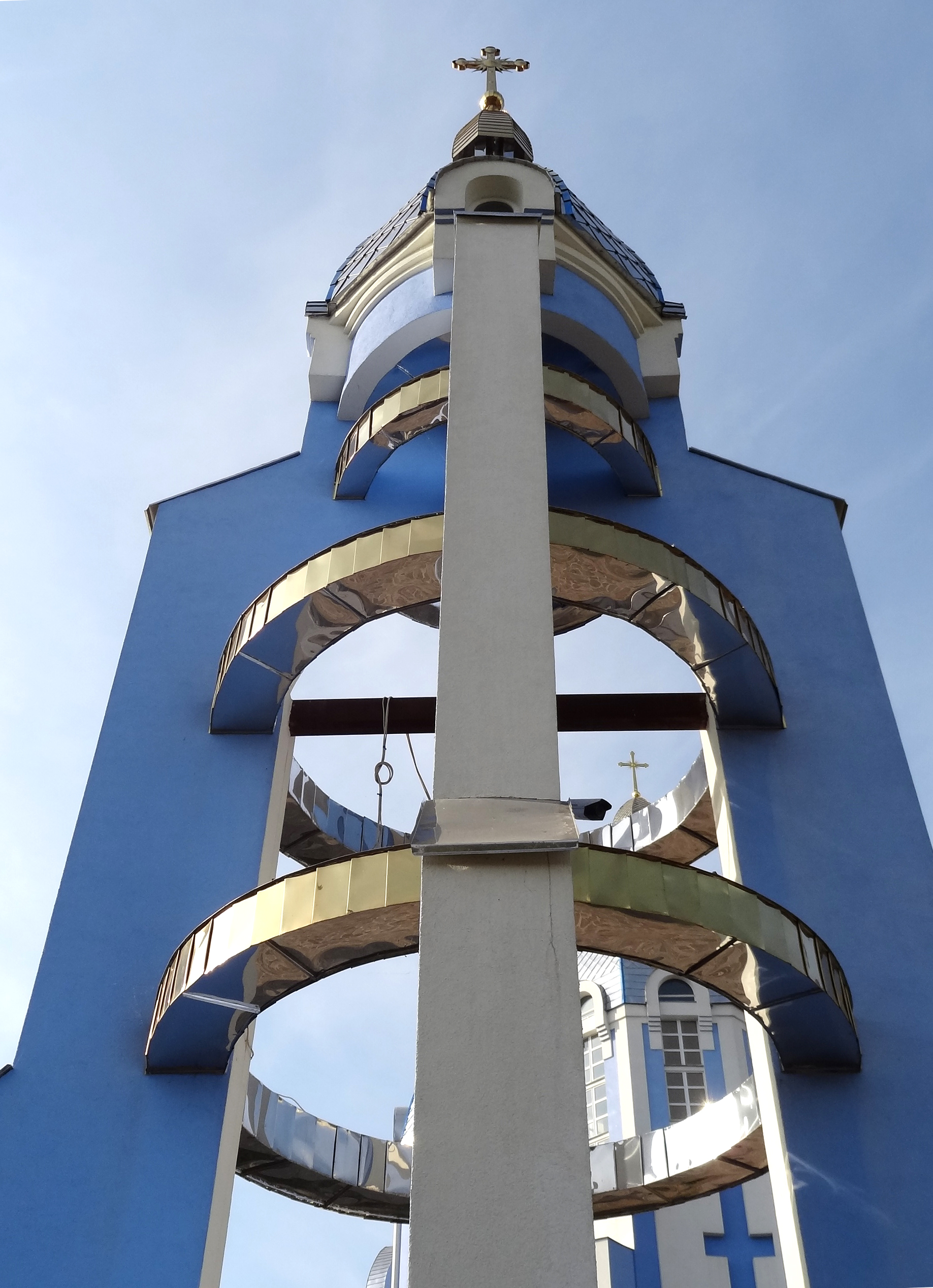
Сучасна дзвіниця у Вінниці (1996)
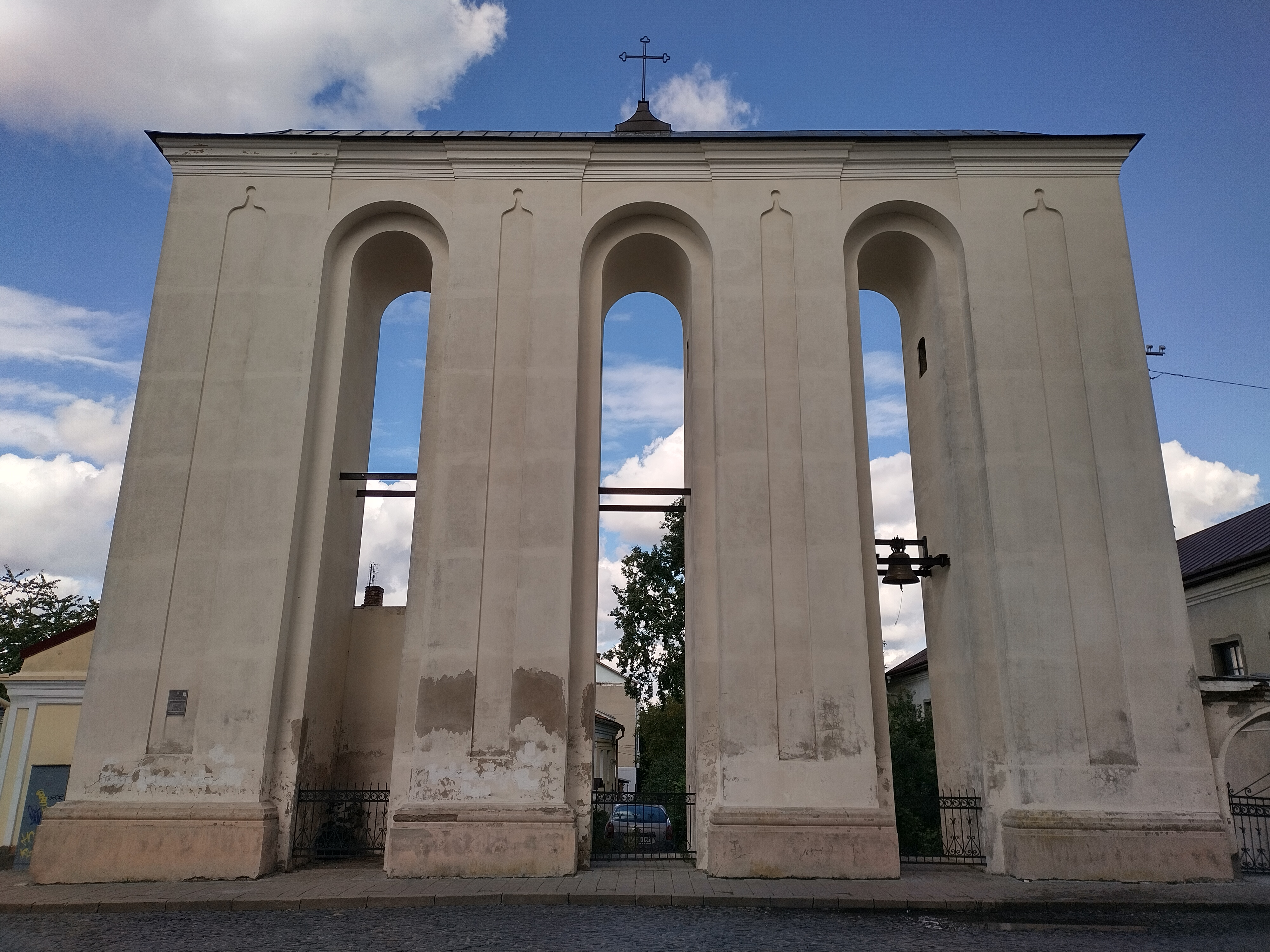
Дзвіниця колишнього Собору Святої Трійці в Луцьку

### Світ

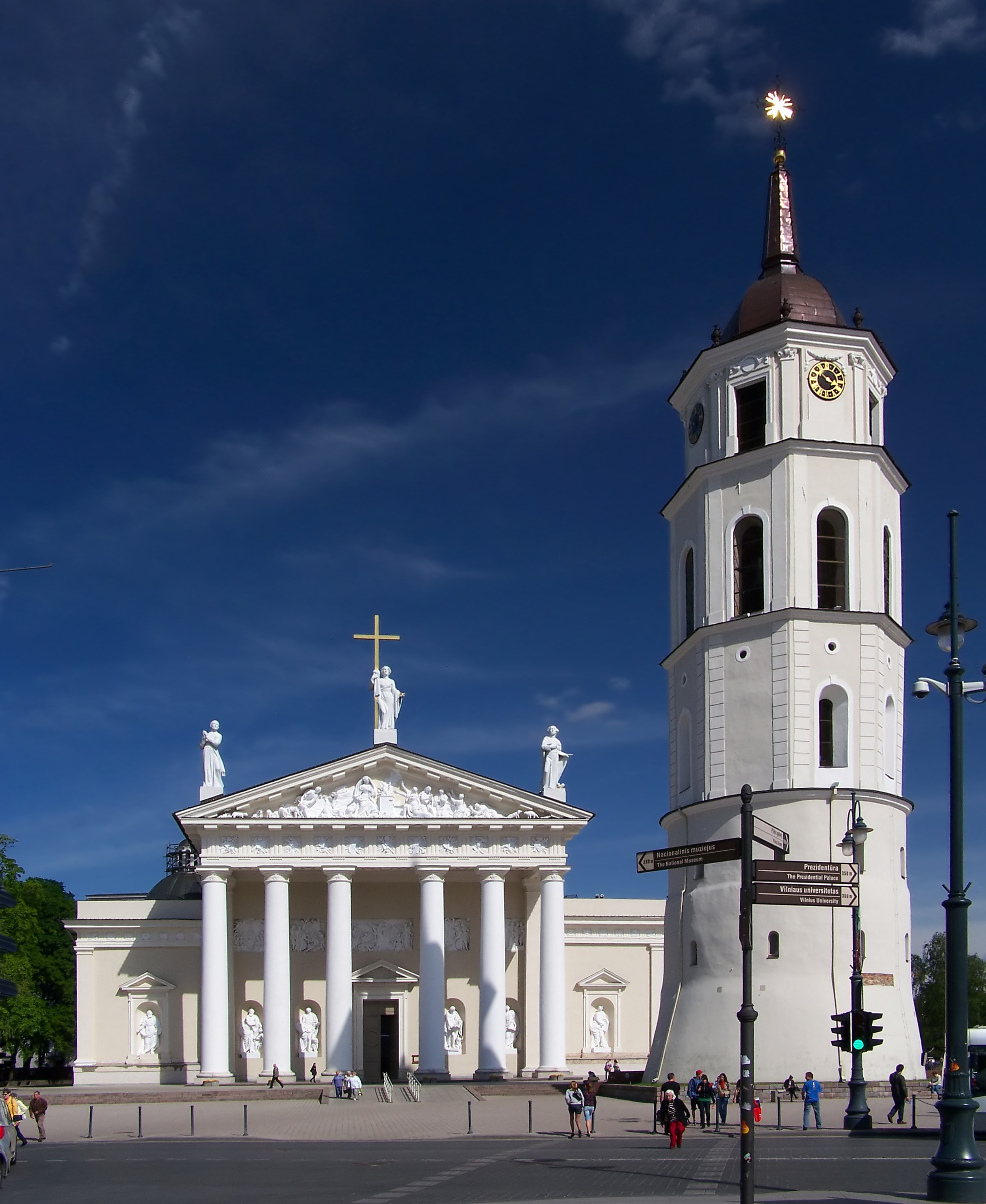
Дзвіниця Кафедрального собору Св. Станіслава у Вільнюсі, Литва
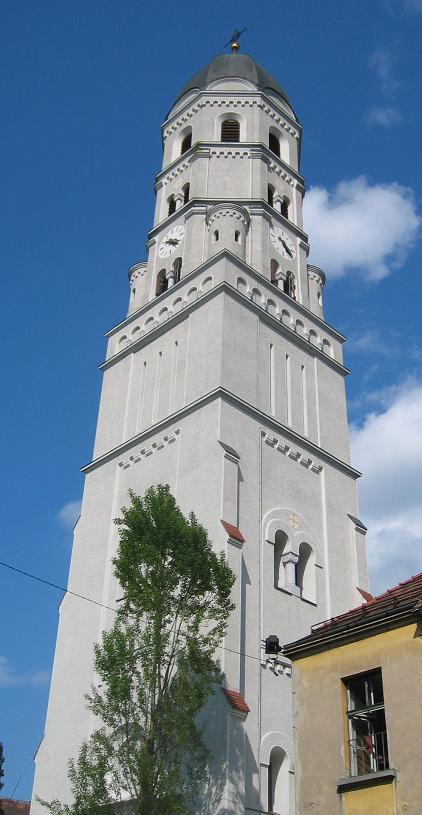
Дзвіниця церкви св. Йозефа, Любляна, Словенія
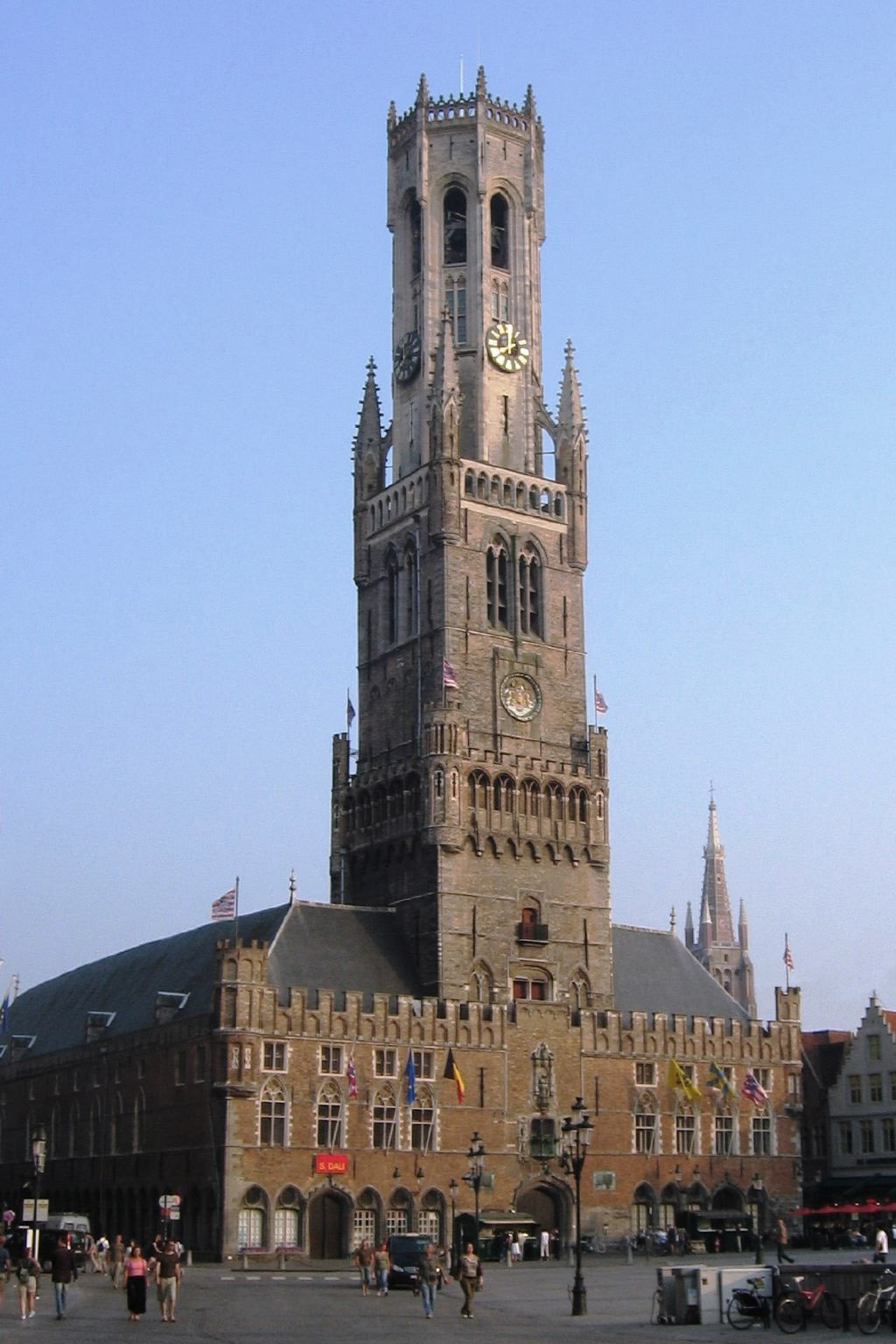
Бефруа в Брюгге, Бельгія
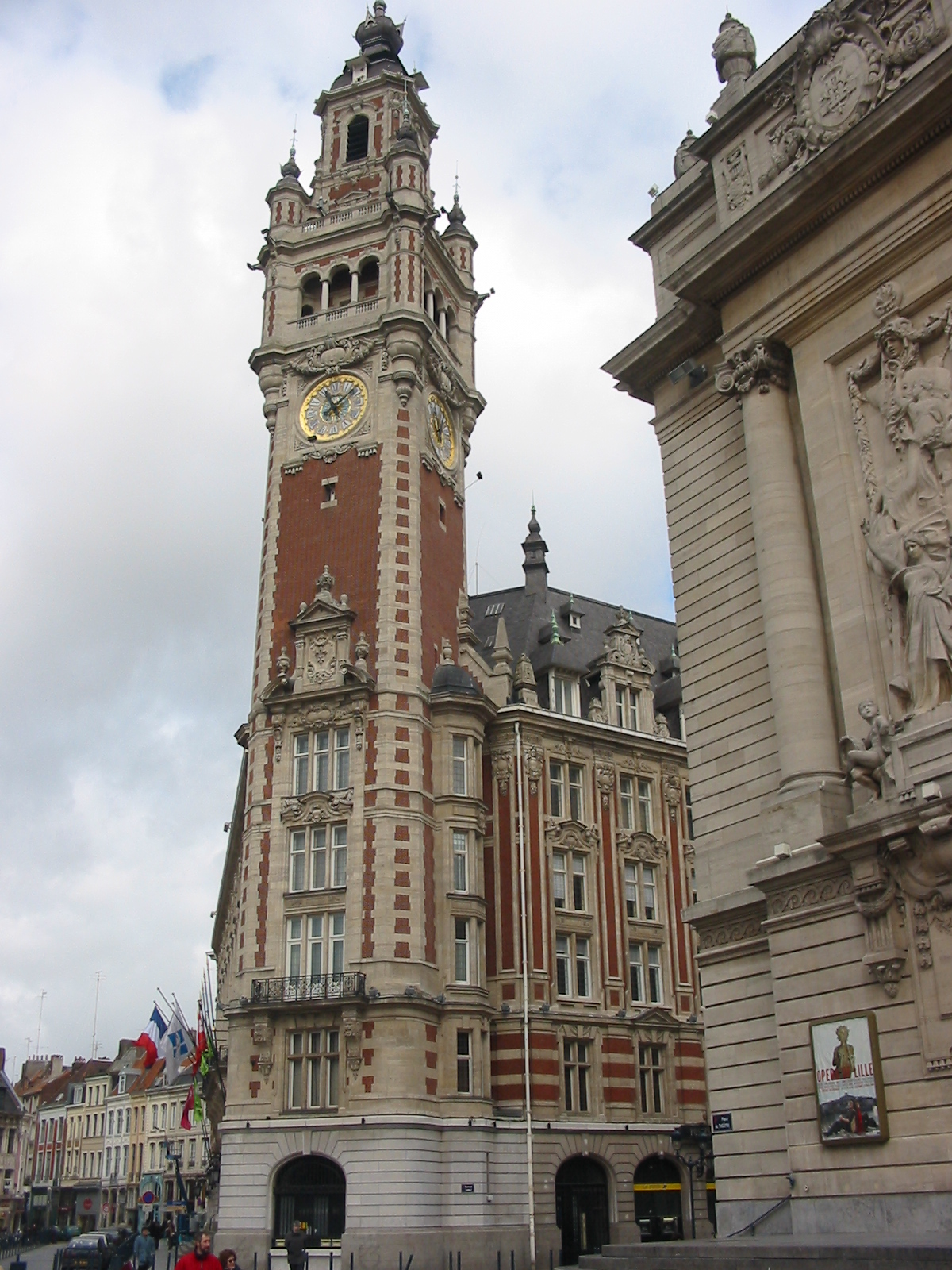
Бефруа в Ліллі, Франція
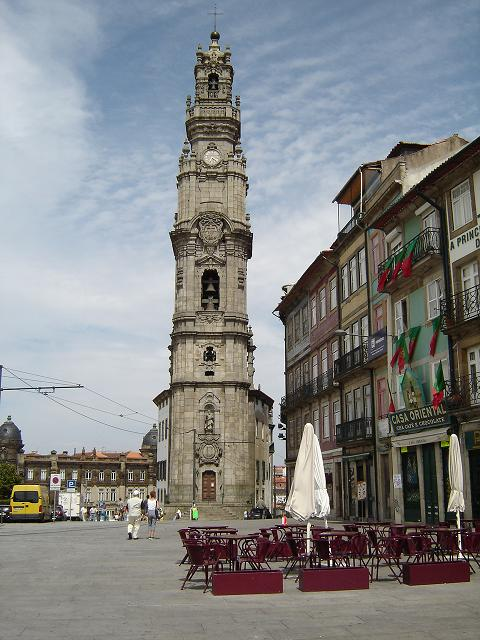
Кампанарью в Порту, Португалія
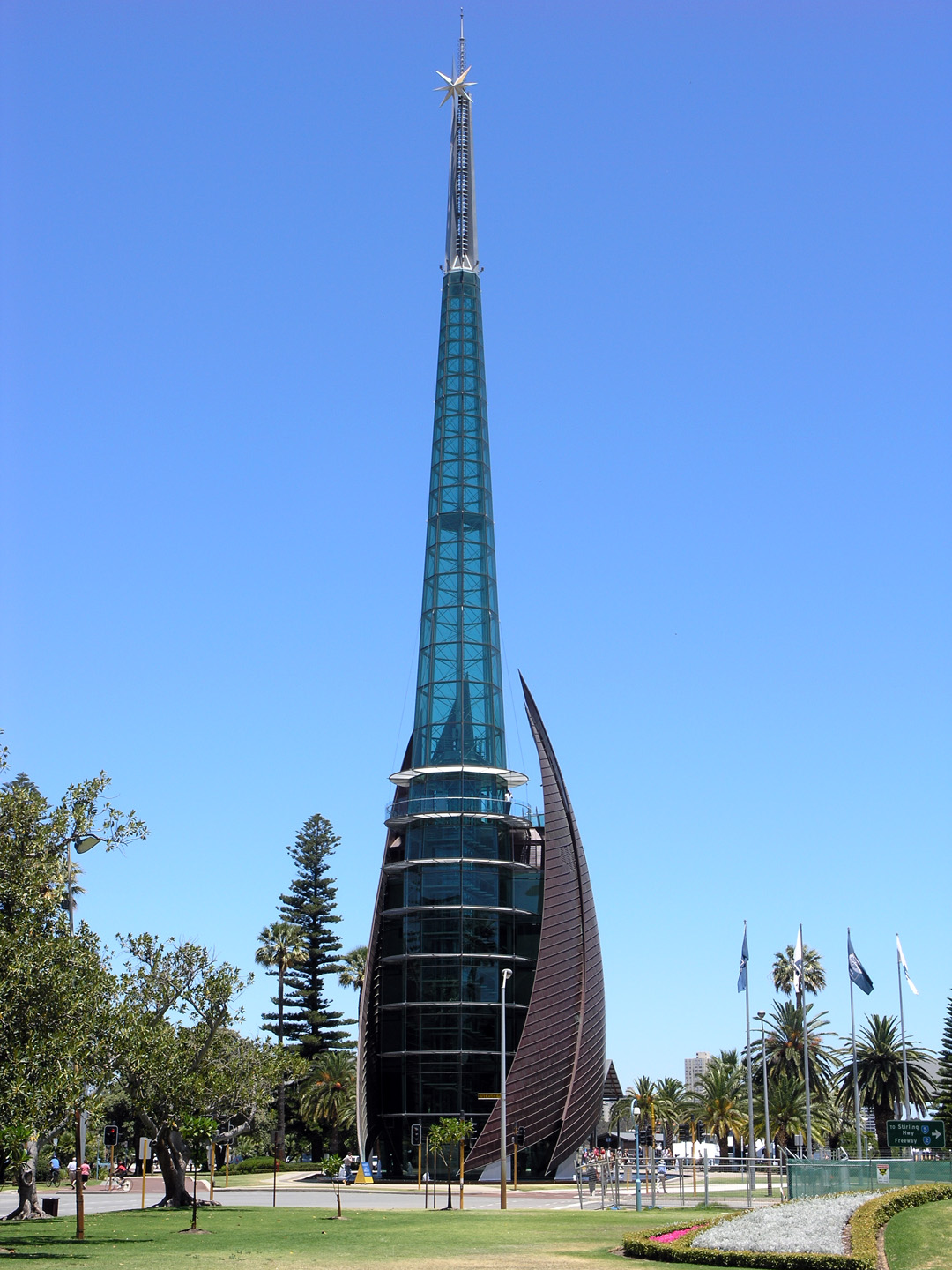
Конструктивістська будівля «Лебединої дзвіниці» у Перті, Австралія